# L'aventura del Posidó
L'aventura del Posidó (títol original en anglès The Poseidon Adventure) és una pel·lícula estatunidenca dirigida per Ronald Neame, estrenada el 1972. Es tracta d'una de les primeres pel·lícules sobre catàstrofes. Ha estat doblada al català.

## Argument
Un paquebot, el Posidó, ha bolcat en ple mar per una onada gegant. A l'interior, un grup de deu supervivents dirigits per un sacerdot enèrgic intenta tornar a la superfície obrint-se camí a través de la carcassa del vaixell invertit. Al principi intenten que altres passatges se'ls uneixin en l'expedició però la resta del passatge prefereix quedar-se a la sala de ball esperant l'ajuda tal com aconsellen els oficials.
Els deu protagonistes són molt diferents: el sacerdot que fa de guia; el matrimoni format per un policia (qui disputa el lideratge i no creu en el pla del sacerdot) i una antiga prostituta; dos germans, una adolescent i un nen petit; dos avis que viatgen a veure el seu net; un cambrer; la poruga cantant oficial del creuer i un home de negocis tímid però de bon cor.
La ruta per a la salvació és plena de perills i diversos personatges moren en l'intent, fins que només sis persones aconsegueixen arribar a la sala dels motors. Allà poden fer soroll per fer-se sentir per l'equip de forat, el qual forada la part inferior del vaixell - ara esdevinguda sostre - perquè puguin sortir.

## Repartiment
- Gene Hackman: Rev. Frank Scott
- Ernest Borgnine: Mike Rogo
- Red Buttons: James Martin
- Carol Lynley: Nonnie Parry
- Roddy McDowall: Acres
- Stella Stevens: Linda Rogo
- Shelley Winters: Belle Rosen
- Jack Albertson: Manny Rosen
- Pamela Sue Martin: Susan Shelby
- Arthur O'Connell: Chaplain John
- Leslie Nielsen: Capità Harrison
- Eric Shea: Robbie Parry

## Al voltant de la pel·lícula
- Paul Gallico, que va escriure la novel·la, es va inspirar en un viatge que havia fet amb el Queen Mary. Mentre estava esmorçant al menjador, una enorme ona ha enviat gent i mobles a l'altra banda del vaixell. També ha estat inspirat per un altre esdeveniment succeït amb el Queen Mary  durant la Segona Guerra Mundial quan una ona gegantina havia colpejat el vaixell en l'Atlàntic Nord mentre transportava tropes americanes amb destinació a Europa. Havia faltat poc que bolqués com el Posidó .
- El rodatge va ser retardat dues vegades a causa de la manca de capital.
- Les escenes abans de la tombada han estat rodades a bord del Queen Mary, incloent-hi la seqüència d'obertura mostrant la tempesta.
- La primera seqüència rodada ha estat aquella on Nonnie (Carol Lynley) repeteix The Morning after  amb la seva orquestra.
- El plató on tenia lloc la festa de cap d'any ha estat concebut de manera que molt pocs objectes es desplacin del sòl al sostre en el tomb del vaixell.
- Una part del plató es va construir sobre un sistema hidràulic que permetia col·locar-ho en un angle de 45°.
- Els actors han realitzat les seves pròpies escenes de risc excepte les més perilloses. Tots els actors principals s'han queixat d'altra banda de les dificultats de rodatge.
- 125 acròbates han estat utilitzats a la pel·lícula. Ningú no ha mort ni ha estat ferit.
- Shelley Winters ha estat preparada per un entrenador de natació olímpica perquè les seves escenes de nadadora siguin més realistes.
- En el guió original, és el Reverend Scott qui salva Belle Rosen en l'expedició submarina a les cales del vaixell. Va ser Gene Hackman qui va persuadir el realitzador Ronald Neame perquè fos la Rosen qui salvés el Reverend Scott, ja que trobava aquesta escena més realista i heroica.
- Petula Clark va ser temptada pel paper de Nonnie Parrie, que va ser finalment donat a Carol Lynley.
- Les botes que Carol Lynley porten a la pel·lícula són de la seva col·lecció privada.
- El paper de James Martin va ser en principi ofert a Gene Wilder que el va refusar perquè havia signat un contracte per a una altra pel·lícula.
- Cinc actors i actrius que havien guanyat l'oscar surten a la pel·lícula: Gene Hackman, Ernest Borgnine, Shelley Winters, Jack Albertson i Red Buttons.
- Aquesta pel·lícula ha estat objecte de 2 remakes:
  - 2005: The Poseidon Adventure, telefilm de John Putch
  - 2006: Poseidon, pel·lícula de Wolfgang Petersen
  - 2006: En l'episodi 18 de la temporada 17 dels Simpsons titulat Històries d'aigua, la tercera de les minihistòries de l'episodi és una paròdia barrejant el guió de les pel·lícules de 1972 i de 2006.
  - Un episodi de Pokemon reprèn aquesta història. Sacha i els seus amics es troben bloquejats en un vaixell que ha bolcat i utilitzen els seus Pokemon per sortir-se'n.
- Existeix una continuació a aquesta pel·lícula: Beyond the Poseidon Adventure (1979) dirigida per Irwin Allen amb Michael Caine, Sally Field i Telly Savalas.

## Premis i nominacions

### Premis
1973
- Oscar a la millor cançó original
- BAFTA al millor actor per Gene Hackman
- Globus d'Or a la millor actriu secundària per Shelley Winters

### Nominacions
- Oscar a la millor actriu secundària
- Oscar al millor so
- Oscar a la millor banda sonora